# Helen Huth Watkins
Helen Huth Watkins, geborene Helyanthe Maria Wagner (* 19. Juli 1921 in Augsburg; † 10. Januar 2002 in Missoula) war eine deutsch-US-amerikanische Psychologin. Sie wurde vor allem durch ihre Forschungen und Methoden im Bereich der Hypnose und der Hypnotherapie bekannt und entwickelte, zusammen mit ihren Ehemann, die Grundlagen der Ego-State-Therapie, einer Methode der Psychotherapie, die unter anderem in der Traumatherapie eingesetzt wird.

## Leben und Wirken
Sie kam als die Tochter des Josef Wagner und ihrer Mutter Anna Maria Wagner zur Welt. Ihr Vater verstarb, noch bevor sie geboren wurde. Mit ihrer Mutter lebte sie zunächst bei ihren Großeltern, ehe sie, am 26. Juni 1930 in der III. Klasse auf der Europa des Norddeutschen Lloyd von Bremen nach New York mit ihrer dreißigjährigen Mutter, in die Vereinigten Staaten emigrierte. Dort wohnten sie zunächst bei ihrem Onkel, einem Brückenbau-Ingenieur und Tante John und Mary Sinzker in Pittsburgh.
Sie studierte an der Pennsylvania State University, wo sie ihren B.A. erwarb. Der M.A. wurde ihr von der University of Denver verliehen. Sie war in ihrem Leben dreimal verheiratet. Zunächst heiratete sie Robert Verner, der im Jahre 1943 verstarb. Verwitwet heiratete sie später Richard Huth, mit dem sie zwei Kinder hatte.
Als Psychologin war Watkins am University of Montana Counseling Center über dreißig Jahre tätig. Dann im Jahre 1971 heiratete sie den Psychologen John Goodrich Watkins, beide entwickelten die Ego-State-Therapie, welche bei der Suche nach den Ursachen psychischer Störungen weniger eine Gesprächstherapie verfolgt, sondern eher die Persönlichkeit der Betroffenen analysiert.
Im Jahre 2000 wurde sie mit dem „Pierre Janet Award for Clinical Excellence“ ausgezeichnet, den sie in München auf dem „15th International Congress of Hypnosis“ erhielt.

## Schriften (Auswahl)
- Ego-States – Theorie und Therapie. zusammen mit Watkins, John G. Carl-Auer, Heidelberg 2019, Vierte Auflage
- Ego state therapy. In: J. G. Watkins: The therapeutic self. Human Sciences Press, New York 1978
- Hypnoanalytic ego-state therapy. Des Moines, Iowa, American Academy of Psychotherapists